# Kvantgravitation
Kvantgravitation är ett forskningsfält inom teoretisk fysik som har som mål att lösa ett av de stora och angelägna problemen inom fysiken: att formulera en kvantmekanisk beskrivning av gravitationen. Kvantmekaniken är nödvändig för att beskriva fysik på mycket små avstånd och man har hittills lyckats beskriva tre av de fyra fundamentala naturkrafterna med användande av kvantfältteori: den elektromagnetiska kraften och de starka och svaga kärnkrafterna. Gravitation beskrivs däremot av en klassisk (icke-kvantmekanisk) teori – den allmänna relativitetsteorin. När man försöker formulera en kvantfältteori för gravitationen, det vill säga en kvantmekanisk version av teorin på samma sätt som man gjort för de andra krafterna, får man dock inte en fungerande teori. Notera att man då tar kvantmekaniken som utgångspunkt för att förändra gravitationsteorin och inte tvärtom. 
Kvantgravitation behövs för att få en enhetlig beskrivning av naturens alla krafter, och speciellt i situationer med mycket stora massor och energier och därmed små rumsliga avstånd, till exempel svarta hål och universums uppkomst. 

## Problemet med gravitation
Det grundläggande problemet är skillnaderna mellan hur dessa teorier fungerar och beskriver världen. I kvantfältteorin beskrivs partiklar som kvantiserade fält på en flat rumtid enligt den speciella relativitetsteorin och krafterna kommer sig av utbyte av kraftbärande partiklar (kvanta). I den allmänna relativitetsteorin beskrivs gravitationen inte som en kraft, utan som en effekt av att rumtiden är krökt; krökningen beror på existensen av massa och energi. Det mest uppenbara sättet att beskriva gravitationen kvantmekaniskt är att behandla gravitationen som ett kvantfält på samma sätt som de andra krafterna, men detta leder till ett allvarligt problem: När man beräknar effekterna av kvantfluktuationer i en kvantfältteori får man divergenta integraler. Detta löses genom så kallad renormering, där man definierar om värdena på teorins parametrar (laddningar och massor) på ett sånt sätt att divergenserna kan absorberas i dessa parametrar. Denna procedur är en av den moderna fysikens största framgångar. Problemet är att den inte fungerar när man försöker konstruera en kvantfältteori för gravitationen; gravitationen är icke-renormerbar. I korthet: man kan inte konstruera en konsistent kvantteori för gravitationen på samma sätt som för de andra krafterna.
Ett enkelt exempel på hur kvantmekaniken påverkar gravitationens effekter formulerades av Feynman. En testpartikel kan befinna sig i ett kvantmekaniskt tillstånd där den samtidigt befinner sig i två rumsliga positioner i ett gravitationsfält, vilket skulle förändra hur gravitationen påverkar testpartikeln. Sådana effekter skulle i princip kunna studeras i laboratoriet genom att mäta gravitationskraften på mycket korta avstånd mellan små partiklar. Ett sådant experiment vore också relevant för att studera övergången från partiklar som är så små att de beter sig kvantmekaniskt till de som är så stora att de beter sig klassiskt. Det är dock viktigt att göra skillnad på en kvantpartikel i ett klassiskt gravitationsfält och ett kvantiserat gravitationsfält. Hawkingstrålningen som uppstår vid ett svarts håls händelsehorisont är i sig inte ett kvantgravitationellt fenomen, utan beskrivs av kvantfältteori i en krökt rumtid. Ett sätt att testa om gravitationen är ett kvantfält är att endast ett kvantiserat fält kan åstadkomma en kvantsammanflätning mellan två partiklar.

## Modern forskning
Det finns flera alternativa sätt att nalkas problemet med kvantgravitation. Strängteori ses av de flesta fysiker som den mest lovande teorin och är det hetaste forskningsfältet för närvarande. Teorin går ut på att de minsta beståndsdelarna är strängar, vars vibrationer ger upphov till de partiklar och krafter vi observerar i naturen. Teorin leder till en variant av den allmänna relativitetsteorin i en viss gräns, men det finns ännu inga experimentella bevis för strängteorin. Loopkvantgravitation är en annan föreslagen väg där rumtiden uppkommer dynamiskt. Strängteorin har som ett mer ambitiöst mål att konstruera en enhetlig beskrivning av alla naturkrafter, en teori om allt, medan loopkvantgravitationen har som främsta mål att kvantisera gravitationen. 
Enligt den allmänna relativitetsteorin är gravitationen en krökning av rumtiden. Därför kan man tänka sig att en kvantiserad gravitationsteori utgår från att själva rumtiden är kvantiserad. Eftersom kvantpartiklar kan vara sammanflätade skulle rumtiden kunna uppstå ur en kvantsammanflätning. 
Mycket av den moderna forskningen om kvantgravitation går ut på att försöka förstå olika aspekter av kvantiserad gravitation på en mer modest nivå än att försöka formulera en komplett teori. Man använder sig då av verktyg som kvantfältteori i krökt rumtid, effektiva fältteorier, supergravitation, holografiska principen, diskretionsteknik och dualiteter. Man studerar problem som svarta håls termodynamik, Hawkingstrålning och svart-hål-informationsparadoxen, den så kallade AdS/CFT-korrespondensen och andra problem.

## Strängteori från kvarkar till kvantgravitation
1964 föreslog Murray Gell-Mann och George Zweig oberoende av varandra att regelbundenheter mellan de olika hadronerna kunde förklaras om de var uppbyggda av mindre partiklar, kvarkar. En av de teorier som under de följande åren utvecklades för att beskriva kraften mellan kvarkarna tog sin inspiration från BCS-teorin för supraledning.
En magnet omger sig med ett magnetfält som är kontinuerligt. Fältet är starkt nära magneten och avtar sedan successivt ju längre från magneten man kommer. Låter man däremot magnetfältet passera genom en supraledare skiktas fältet upp i diskreta fältlinjer. Man får så kallade kvantiserade magnetiska fältlinjer där varje fältlinje bär en viss mängd av fältet.
Man kan vidare tänka sig ett elektriskt fält som också omger sig med kontinuerliga fältlinjer. I nuläget finns ej något känt material som kan bryta upp, kvantisera, dessa fältlinjer i diskreta enheter så som fallet är med supraledaren och de magnetiska fältlinjerna. Om man ändå utför ett tankeexperiment och använder en elektrisk supraledare så blir det inga problem utan kvantiserade elektriska fältlinjer uppstår. Till skillnad från elektronerna runt atomen, som lätt kan frigöras genom att en tillräcklig mängd energi tillförs, verkar kvarkarna inte kunna frigöra sig från protonerna eller neutronerna hur mycket energi man än tillför. Fram till 1970-talet beskrev man kraften som band samman kvarkarna med hjälp av strängar, men strängteorin ersattes av en kvantfältteori, kvantkromodynamik, där kraften förmedlas av gluoner. Strängteorin lades i träda fram till mitten på 1980-talet då den återupplivades som en teori för att förena de olika naturkrafterna och som en kvantiserad gravitationsteori. Bland strängteorins framgångar kan nämnas att den kan användas för att beräkna svarta håls entropi.
Ur QCD trädde också en annan väg till kvantgravitation fram, loopkvantgravitation.

## Föreslagna modeller och hypoteser
Förutom de ovannämnda strängteori/M-teori och loopkvantgravitation finns andra mer eller mindre välsedda seriösa förslag:
- Supergravitation
- Wheeler–DeWitts ekvation
- Euklidisk kvantgravitation
- Roger Penroses twistorteori
- Diskretiserad kvantgravitation
- Sacharov-inducerad gravitation
- Reggekalkyl
- Akustisk metrik och analoga gravitationsmodeller
- Processfysik
- Calogeros hypotes
- Icke-kommutativ geometri
- Kausala mängder
- Dynamisk triangulering